# Indywidualne Mistrzostwa Szwecji na Żużlu 1969
Indywidualne Mistrzostwa Szwecji na Żużlu 1969 – cykl turniejów żużlowych, mających wyłonić najlepszych żużlowców szwedzkich. Tytuł wywalczył Ove Fundin (Kaparna Göteborg).

## Finał
- Göteborg, 18 września 1969

| Msc. | Zawodnik          | Klub                 | Pkt   |  |  |
| ---- | ----------------- | -------------------- | ----- |  |  |
| 1    | Ove Fundin        | Kaparna Göteborg     | 14 +3 |  |  |
| 2    | Göte Nordin       | Kaparna Göteborg     | 14 +2 |  |  |
| 3    | Anders Michanek   | Getingarna Sztokholm | 13    |  |  |
| 4    | Hans Holmqvist    | Masarna Avesta       | 10    |  |  |
| 5    | Lars Jansson      | Indianerna Kumla     | 10    |  |  |
| 6    | Bengt Larsson     | Örnarna Mariestad    | 10    |  |  |
| 7    | Therje Henriksson | Lejonen Gislaved     | 9     |  |  |
| 8    | Sören Sjösten     | Masarna Avesta       | 9     |  |  |
| 9    | Nils Ringström    | Indianerna Kumla     | 5     |  |  |
| 10   | Leif Enecrona     | Getingarna Sztokholm | 5     |  |  |
| 11   | Bernt Persson     | Indianerna Kumla     | 5     |  |  |
| 12   | Bengt Jansson     | Getingarna Sztokholm | 4     |  |  |
| 13   | Christer Löfqvist | Bysarna Visby        | 4     |  |  |
| 14   | Tommy Berqvist    | Kaparna Göteborg     | 4     |  |  |
| 15   | Conny Samuelsson  | Njudungarna Vetlanda | 3     |  |  |
| 16   | Sven Sigurd       | Örnarna Mariestad    | 1     |  |  |